# Boutonville
Boutonville est un hameau de la ville belge de Chimay située en Région wallonne dans la province de Hainaut. Localisé sur la route qui va de Chimay à Couvin, il fait partie de la section de Baileux, village se trouvant à l'est de celui-ci.

## Patrimoine

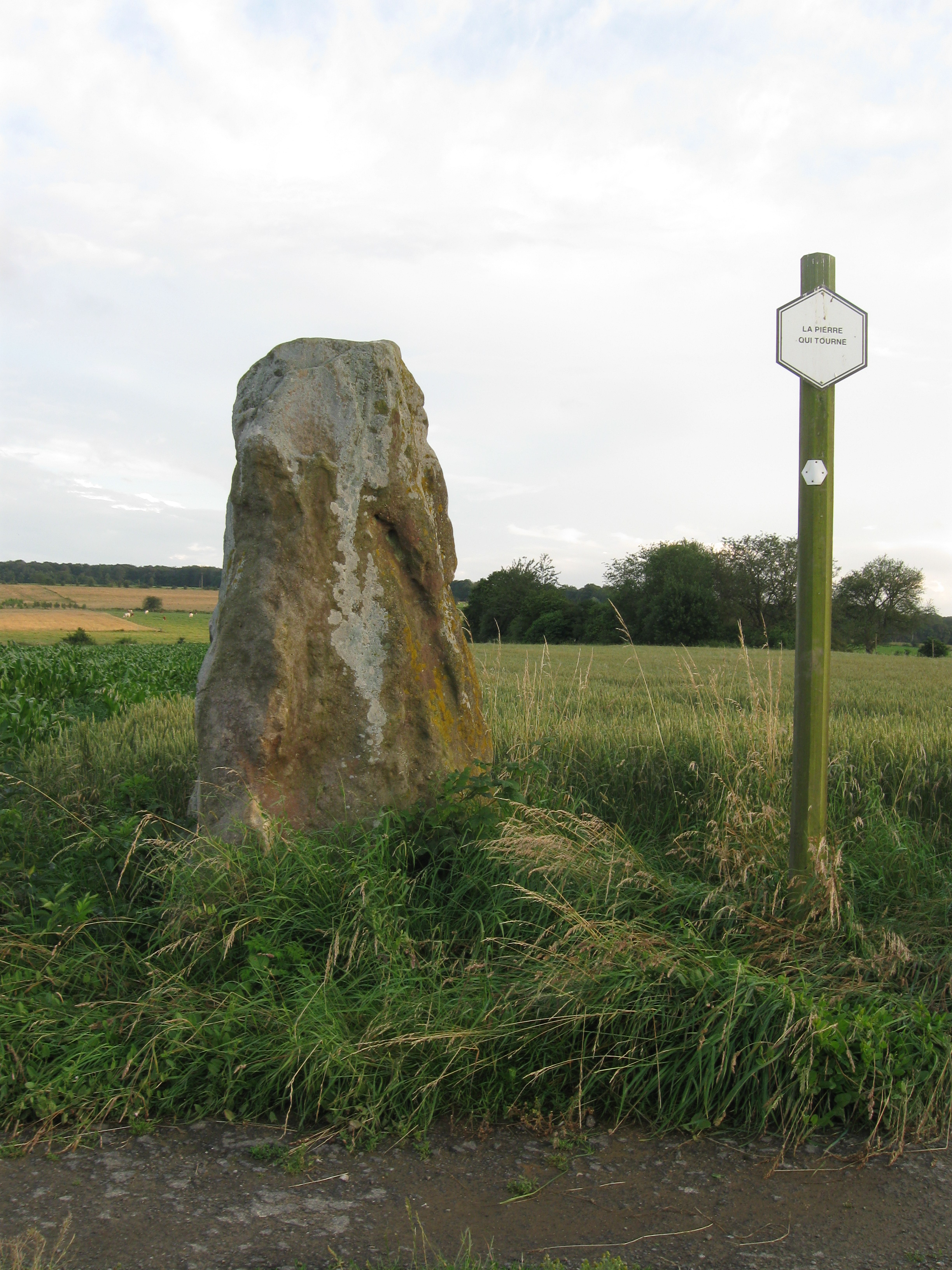
La Pierre qui tourne (menhir).

- L'église Notre-Dame, édifice en calcaire remontant à l'époque romane, modifié aux XVIe et XVIIIe siècles[1].
- La carrière de pierre calcaire.
- Le moulin à eau. Construction de moellons des XVIe et XVIIe siècles[1].
- La Pierre qui Tourne est un menhir. Il marque la frontière entre la province de Hainaut et la province de Namur.

## Personnalités liées
- Georges-Louis Dropsy, né à Boutonville le 20 février 1898.